# 두 증인
두 증인(고대 그리스어: δύο μαρτύρΩν, 로마자 표기: duo martyron)은 요한계시록 11장 1~14절에 언급되는 두 선지자이다. 어떤 그리스도인들은 이것을 두 사람, 두 그룹의 사람들, 두 가지 개념으로 해석한다. 어떤 사람들은 니고데모의 복음서에서처럼 그들이 성경에서 요구하는 죽음을 보지 않은 유일한 두 사람이기 때문에 그들이 에녹과 엘리야라고 믿는 반면, 다른 사람들은 예수님의 변형 중에 나타났기 때문에 그들이 모세와 엘리야라고 믿는다. 또는 에녹이 아브라함의 후손이 아니었기 때문이다. 그들은 하늘을 닫고(엘리야) 물을 피로 변하게 하는 권세(모세)를 가지고 있다.
세대주의 기독교인들은 요한계시록에 묘사된 사건들이 재림 전과 재림 중에 일어날 것이라고 믿는다.

## 같이 보기
- 환난